# Apagado
L'Apagado, aussi appelé Hualiaque, est un volcan du Chili constitué d'un cône pyroclastique peu élevé couronné par un cratère.